# Commission des Titres d'Ingénieur
La Commission des Titres d'Ingénieur es el principal comité responsable de la evaluación y acreditación de las instituciones de educación superior para la formación de ingenieros profesionales en Francia. Regula la expedición del Diplôme d'Ingénieur y el uso del título académico de "Ingénieur Diplomé" (ingeniero titulado).
Creado por ley el 10 de julio de 1934, el CTI no existe como autoridad administrativa independiente, sino como una estructura autónoma dentro del Ministerio de Educación Superior e Investigación. En Francia, el CTI es el organismo competente encargado de llevar a cabo los procedimientos de evaluación que conducen a la acreditación de las instituciones para otorgar el título de ingeniero titulado.
El CTI es miembro de la Asociación Europea para la Calidad de la Educación Superior y está inscrito en el Registro Europeo de la Calidad de la Educación Superior (EQAR), lo que le autoriza a operar en todo el Espacio Europeo de Educación Superior.